# アンドロス島 (ギリシャ)
アンドロス島（アンドロスとう、ギリシア語: Άνδρος / Andros）は、エーゲ海のキクラデス諸島最北端に位置するギリシャ共和国の島。キクラデス諸島で2番目に大きな島で、人口は9000人弱。

## 地理

### 位置・広がり
キクラデス諸島最北端に位置し、北東約10kmにエヴィア島がある。また、南方2kmにティノス島が浮かぶ。
キクラデス諸島では、ナクソス島に次いで2番目に大きな島である。北西―南東に細長く、長さは約40km、幅は最も広いところで16kmある。

### 地勢
面積のほとんどを山地が占めている。アピキア（アンドロス地区）にあるサリザの泉で知られている。

### 主要な集落
人口700人以上の集落には以下がある。
- アンドロス（Άνδρος : アンドロス地区） - 1,508人
- ガヴリオ（Γαύριο : イドルサ地区） - 932人
- バツィ（Μπατσί : イドルサ地区） - 924人
- オルモス・コルティウ（Όρμος Κορθίου : コルティオ地区） - 756人

島最大の集落であるアンドロスは、島の東岸中部の入り江に面している。島の玄関となる港は西岸北部のガヴリオに所在する。バツィはガヴリオの南の海辺に位置する集落である。南部の中心集落オルモス・コルティウは、東岸に位置する。
中部西岸のパレオポリ（イドルサ地区）は急斜面に築かれた古代の島の中心地で、港の防波堤の遺跡を水面下に見ることができる。
- アンドロス
- バツィ
- パレオポリ

## 歴史

### 古代
古代、この島にはイオニア人が入植した。彼らにはトラキア人の血も入っていたと考えられる。当初はエレトリア（エウボイア島の都市国家）に従属していたが、紀元前7世紀までにはハルキディキにいくつかの植民市を築くほど栄えた。西海岸のパレオポリは当時の島の中心地で、ディオニュソスを祀る寺院を有していた。
紀元前480年のペルシャ戦争ではペルシャ側につき、クセルクセスに艦船を提供するが、このためにアンドロス島はギリシャの艦隊によって悩まされることとなった。デロス同盟に加盟するもののアテナイへの不満を持ちつづけ、紀元前477年には島にクレルキー（政治的独立性を持たない植民市）の設立を強いられた。紀元前411年にアンドロス島は自由を宣言し、紀元前408年にはアテナイによる攻撃を耐え抜いたが、第二デロス同盟に加盟し、アテナイの駐留軍と執政官による支配を再び受けることとなった。
ヘレニズム期、アンドロス島はエーゲ海の覇権を争う2つの海洋国家、マケドニア王国とプトレマイオス朝エジプトによる抗争の舞台となった。紀元前333年、マケドニアのアンティパトロスは島に駐屯軍を送り込んだが、紀元前308年にエジプトのプトレマイオス1世がマケドニア軍を駆逐している。クレモニデス戦争（紀元前266年 - 紀元前263年）後、島は再びマケドニアの手に渡った。紀元前200年、ローマ共和国・ペルガモン王国・ロドス島連合艦隊によって島は占領され、以後紀元前133年の消滅までペルガモン王国の領土であった。

### 中世・近世
1207年から1566年まで、島はヴェネツィア共和国の保護下に置かれ、群島公国（ナクソス公国）の一部となった。その後、オスマン帝国の統治下に置かれた。

### 近代
1821年5月10日、アンドロス島出身のテオフィロス・カイリスは、この島の教会にギリシャの旗を掲げ、ギリシャ独立戦争を宣言した。この時にカイリスが行った演説は、ギリシャ人の船主や商人たちを動かし、ギリシア海軍を築くために資金を提供させた。

## 社会
1900年の統計では、島全体で1万8000人が暮らしており、中心集落であるアンドロスは約2,000人の人口を擁していた。
この島には、小規模なアルヴァニテス人（アルバニア語の方言であるアルヴァニティカ語を話す人々で、中世以降19世紀までにギリシャに移り住んだ集団）のコミュニティがある。

## 行政区画

### アンドロス県
アンドロス県（Περιφερειακή Ενότητα Άνδρου）は、カリクラティス改革（2011年1月施行）にともない、広域自治体（ノモス）であった旧キクラデス県の県域を分割して設置された行政区（ペリフェリアキ・エノティタ）である。アンドロス県はアンドロス市1市のみから成る。

### 自治体（ディモス）
アンドロス市（Δήμος Άνδρου）は、南エーゲ地方アンドロス県に属する基礎自治体（ディモス）である。アンドロス島全体をその市域とする。
現在のアンドロス市は、カリクラティス改革（2011年1月施行）にともない、旧アンドロス市とコルティオ市、イドルサ市の3自治体が合併して発足した。旧自治体は、新自治体を構成する行政区（ディモティキ・エノティタ）となっている。
下表の番号は、下に掲げた「旧自治体」地図の番号に相当する。下表の「旧自治体名」欄は、無印がディモス（市）、※印がキノティタ（村）の名を示す。
|    | 旧自治体   | 綴り    | 政庁所在地           | 面積 Km² | 人口  |
| -- | ---------- | ------- | -------------------- | -------- | ----- |
| 3  | アンドロス | Άνδρος  | アンドロス           | ＊       | 4,107 |
| 10 | コルティオ | Κόρθιο  | オルモス・コルティウ | 81.9     | 2,547 |
| 20 | イドルサ   | Υδρούσα | ガヴリオ (en)        | 195.4    | 3,355 |

- キクラデス県の旧自治体（2010年まで）
- 旧アンドロス市（1999年 - 2010年）
- アンドロス市（2011年から）

### 旧自治体（ディモティキ・エノティタ）
カリクラティス改革以前の旧アンドロス市にあたるアンドロス地区（Δημοτική Ενότητα Άνδρου）は、以下のキノティタ（都市・村落）から構成される。
表中の Δ.δ. は Δημοτικό διαμέρισμα の略であり、カポディストリアス改革による統廃合（1999年1月施行）以前の旧自治体に由来する区画である。[　] 内は人口（2001年国勢調査）を示す。
| - Δ.δ. Άνδρου アンドロス [ 1,801 ] - η Άνδρος アンドロス [ 1,508 ] - ο Βραχνός [ 43 ] - τα Λιβάδια [ 218 ] - το Μέσα Χωριό [ 32 ] - Δ.δ. Αποικίων アピキア [ 289 ] - τα Αποίκια アピキア [ 267 ] - οι Κατακαλαίοι [ 17 ] - η Μονή Αγίου Νικολάου [ 5 ] - Δ.δ. Βουρκωτής - η Βουρκωτή [ 87 ] - Δ.δ. Λαμύρων ラミラ [ 380 ] - τα Λάμυρα ラミラ [ 95 ] - το Μεσαθούρι [ 48 ] - οι Στραπουριές [ 161 ] - τα Υψηλά [ 76 ] | - Δ.δ. Μεσαριάς Άνδρου メサリア・アンドロウ [ 896 ] - η Μεσαριά メサリア [ 213 ] - το Αλαδινό [ 203 ] - το Αλάδο [ 10 ] - ο Ζαγανιάρης [ 53 ] - η Κουμανή [ 138 ] - το Κουρέλι [ 25 ] - οι Μένητες [ 172 ] - η Μονή Παναχράντου [ 2 ] - το Ορεινό [ 23 ] - τα Φάλλικα [ 57 ] - Δ.δ. Πιτροφού ピトロフォス [ 305 ] - ο Πιτροφός ピトロフォス [ 305 ] - η Μελίδα [ 0 ] - Δ.δ. Στενιών ステニエス [ 349 ] - οι Στενιές ステニエス [ 349 ] |

- Διοικητική διαίρεση νομού Κυκλάδων - キクラデス県の自治体・集落一覧（1999年 - 2010年）

## 交通
島の主要な港は、西岸北部のガヴリオにある。

## 著名な出身者
- テオフィロス・カイリス（英語版）（1784-1853、宗教家・革命家）
- アンドレアス・エンビリコス（英語版）（1901-1975、詩人）
- ギオルゴス・レオナルドス（英語版）（1937-　　、作家）
- ニキタス・カクラマニス（英語版）（1946-　　、医師・政治家）